# Xiang (empereur)
Pour les articles homonymes, voir Xiang.
Xiang (chinois : 相), aussi appelé Di Xiang (帝相) ou encore Xiang An (相安) fut le cinquième roi de la dynastie Xia.
Il régna de -2146 à -2118. Il tint capitale à Zhenxun (斟鄩), mais il déplaça sa capitale plusieurs fois, avant de se fixer définitivement. Amenant la capitale de Pingyang (平陽), en passant par Jinyang (晉陽) et Di Qiu (帝丘). Le côté secondaire de la ville de Zhenguan (斟灌) plus tard nommé Di Qiu (帝丘), fut détruit à la vingt-huitième année de son règne. Son fils Shao Kang lui succéda.
Son épouse est Hou Min (后缗).